# Tringer László (orvos)
Tringer László (Győrszentmárton, 1939. április 2. –) magyar pszichiáter, neurológus, geriáter orvos.
1957-ben érettségizett kitűnő eredménnyel a Pannonhalmi Szent Benedek-rendi Katolikus Gimnáziumban. 1963-ban szerezte meg a Budapesti Orvostudományi Egyetemen az általános orvosi diplomáját, majd 1967-ben a pszichiátriai, 1969-ben pedig a neurológiai szakképesítését. 1974-ben az ELTE Bölcsészettudományi Karán kitűnő eredménnyel klinikai pszichológiai oklevelét szerezte meg.
1980-ban klinikai farmakológiából, 1993-ban pszichoterápiából, 1995-ben addiktológiából szerzett szakképesítést.

## Szakmai pályafutása
Az általános orvosi végzettsége után kezdte meg tanulmányait az ELTE Pszichológia szakán. Akkoriban a fenomenológiai pszichiátria volt az uralkodó irányzat, Tringer az élettanon iskolázódott. 1967-ben szerezte meg a pszichiátriai szakvizsgát, akkor jelent meg Woodworth és Schlosberg kísérleti lélektani témájú könyve magyarul. Tanulmányozta, hiszen érdekelte a kísérleti pszichológia, majd 1974-ben elvégezte a klinikai pszichológiát. A pszichológia jelentős részét ott oktatták, olyan kiváló oktatók, mint például Pataki Ferenc.
A szakdolgozata a motivációs kísérlet témájában íródott, ahol az értelmetlen szótagok tanulása módszerét használta. A kísérleti megközelítés eredménye kettős volt: az egyik részről a pszichológiában jelenlévő matematika, illetve statisztika továbbfejlesztése volt a cél, melyet később az orvosin is oktattak; másrészt pedig az első standardizált kérdőívek kidolgozása köthető ehhez. Utóbbi miatt nevezték Tringert egyesek a pszichometria „atyjának”, hiszen többek között a Taylor-féle Szorongás Kérdőív, illetve az MMPI standardjának kidolgozásában is részt vett. Ebből fakad az is, hogy a magyar behaviorista pszichológia, valamint az ehhez kötődő egyesület megalapítója lett (VIKOTE), melynek tiszteletbeli örökös elnöke jelenleg. Emellett a kognitív iskola honosítója és a Rogers-i iskola kezdeményezője is, utóbbi jegyében íródott a Gyógyító beszélgetés című könyve. Annak ellenére, hogy döntően a pszichoterápiához sorolják a munkásságát, a kandidátusi és a doktori értekezése is a kísérleti pszichológia témájában íródott.
Az orvosképzésben is voltak lélektani kérdések, az egyik legfontosabb, hogy a pszichológia tudománya hol helyezkedjen el. 1970-ben érték el azt, hogy az orvosi pszichológia oktatása megvalósulhasson, ezt később vidéken is bevezették. A Neurózistan és pszichoterápia című speciális kollégiumi kurzusa népszerű volt, alapvető felfogása, hogy a pszichoterápia nem csak a pszichiátria része.

## Művei
- Gyógyító beszélgetés, 1992
- A pszichiátria tankönyve második kiadás, 2001